# ماریا کیکوچی
ماریا کیکوچی (انگلیسی: Maria Kikuchi؛ زادهٔ ۵ دسامبر ۲۰۰۱) بازیکن فوتبال اهل ژاپن است.